# José Vicente de Freitas

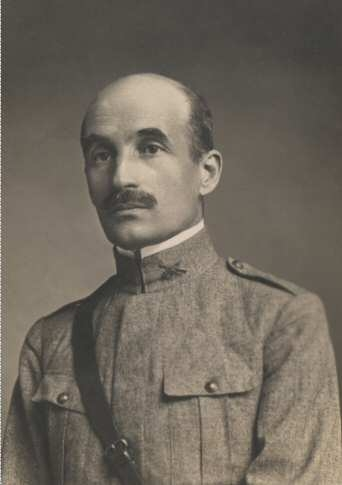
José Vicente de Freitas

José Vicente de Freitas [ʒu 'zɛ vi 'sẽ tɨ dɨ 'fɾɐj tɐʃ] (Calheta, Madeira, 22 januari 1869 - Lissabon, 6 september 1952), was een Portugees militair en politicus.
De Freitas was een republikein. In 1915 was hij voor korte tijd gouverneur van Madeira, nadien was hij hoofd van de regering van Lissabon. Tijdens de Eerste Wereldoorlog onderscheidde De Freitas zich als officier in Vlaanderen. Hij ontving hiervoor de hoogste Portugese onderscheiding, het grootkruis van de orde "Torre e Espada."
José de Freitas nam als chef van de republikeinse sectie deel aan de Revolutie van de 28ste mei die de militaire junta aan de macht bracht. Kort na de revolutie werd hij bevorderd tot kolonel. Van 26 augustus 1927 tot 8 juli 1929 was hij minister van Binnenlandse Zaken, van 18 april tot 27 april 1928 voor zeer korte tijd minister van Financiën en van 11 januari tot 8 juli 1929 was hij minister van Communicatie. Van 18 april 1928 tot 8 juli 1929 was hij tevens minister-president. Werd in 1929 tevens bevorderd tot generaal.
Hij was na zijn terugtreden als premier en de machtsovername van Salazar (1928) een van de inspirators van de Nationale Unie.